# 神戸新交通
神戸新交通株式会社（こうべしんこうつう、英: Kobe New Transit Co., Ltd.）は、兵庫県神戸市で2つの自動案内軌条式旅客輸送システム (AGT) 路線を運営している、神戸市などの出資による第三セクター方式の鉄道事業者である。本社は神戸市中央区港島六丁目6番地の1。
スルッとKANSAIでカードに印字される符号はKSであり、略字は新神交である。

## 歴史
- 1977年（昭和52年）7月18日 設立[1]。
- 1981年（昭和56年）2月5日 ポートアイランド線が開業[1]。日本初の実用的な新交通システムおよび世界初の自動無人運転方式。
- 1990年（平成2年）2月21日 六甲アイランド線が開業[1]。
- 2003年（平成15年）4月1日 阪急電鉄から神戸市に譲渡された神戸ポートピアランドを賃貸し経営管理を受託[5]。
- 2006年（平成18年）
  - 2月2日 ポートアイランド線が神戸空港まで複線化・延伸開業[1]。運賃を均一制から対キロ区間制に変更。
  - 3月31日 神戸ポートピアランド閉園。
  - 7月1日 ICカード「PiTaPa」がポートアイランド線・六甲アイランド線で利用可能になる。
- 2014年（平成26年）3月1日 交通系ICカード全国相互利用サービス対応開始（詳細は「運賃」の節を参照）[6]。
- 2017年（平成29年）4月15日 IC乗車カード「ICOCA」の発売を開始[7]。
- 2019年（平成31年）4月25日 連帯保証人や返済期限などを内規に定めていない不透明な社員への貸付制度が行われていたことが、新聞報道で明るみに出る。神戸市が久元喜造市長名で監査請求[8][9]。
- 2020年（令和2年）1月16日 後藤範三社長が退任し、後任に阪急電鉄で要職を歴任した能勢電鉄元社長の城南雅一が就任[10][11][12]。当社初の民間出身社長。
- 2021年（令和3年）4月1日 城南雅一社長が退任し、後任に元神戸市交通事業管理者の岸田泰幸が就任。
- 2023年（令和5年）4月1日 岸田泰幸社長が退任し、後任に阪急阪神ホールディングスグループ経営企画室広報部長の辰馬秀彦が就任。

## 路線
日本国内で唯一、複数の新交通システム（AGT：自動案内軌条式旅客輸送システム）路線を運営している。車両基地を除く全線が高架構造で、自動列車運転装置 (ATO) による自動無人運転が行われている。路線の免特許上は軌道法に基づく軌道区間と鉄道事業法に基づく鉄道区間（第一種鉄道事業）とが混在している。
- ポートアイランド線（ポートライナー）
  - 三宮駅 - 神戸空港駅 (8.2 km)
  - 市民広場駅 - 北埠頭駅 - 中公園駅 (2.6 km)
- 六甲アイランド線（六甲ライナー）
  - 住吉駅 - マリンパーク駅 (4.5 km)

## 車両
新交通システムの特性上、いずれの車両も急曲線・急勾配および自動無人運転に対応できる設計となっており、車輪にゴムタイヤを使用して高加速・高減速性能をもつ。全車両が川崎重工製であり、特にポートアイランド線では同社の技術が採用された。
当初は、公式な形式表記は「系」ではなく「型」を使用しており、日本の鉄軌道事業者ではまれなケースであった。近年では、2020型登場時のプレスリリースなど「形」を使う例が神戸新交通および神戸市の公式サイトで見られ「型」表記がされていない。なお、そのプレスリリース内の本文では、当初「型」表記で登場した2000型や1000型も「形」表記となっており、現在の公式な形式表記は不明である。車体側面には車両番号が付けられており、数字表記のみの1000型を除き「KNT-○○○○」と表記する。車両番号の付与方法は、千の位で型式を、百の位で号車番号を、十ならびに一の位で編成番号を示す。

### 運用中の車両
- 2000型・2000A形（ポートアイランド線）
- 2020形（ポートアイランド線）
- 1000型（六甲アイランド線）
- 3000形（六甲アイランド線）

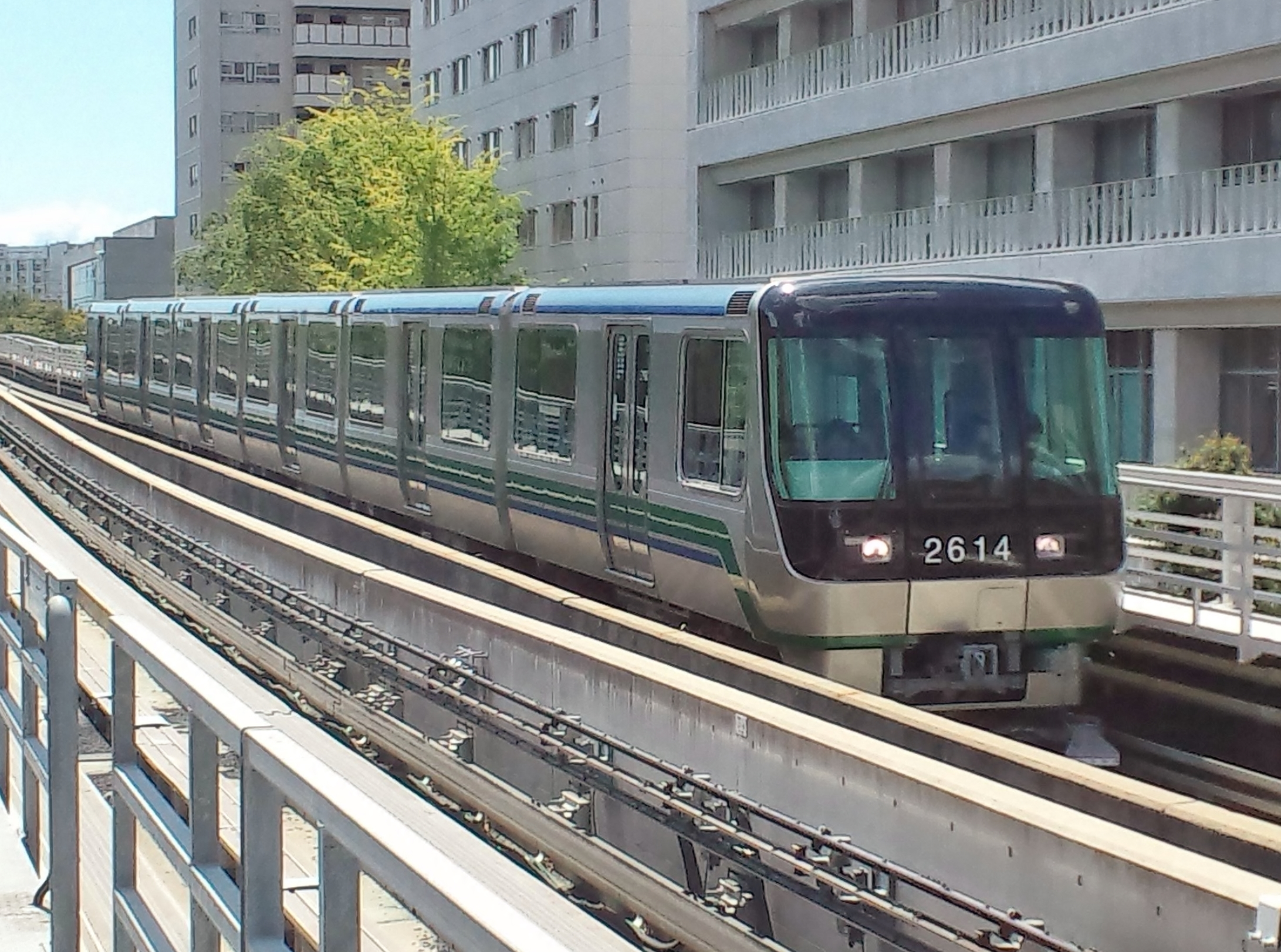
2000型
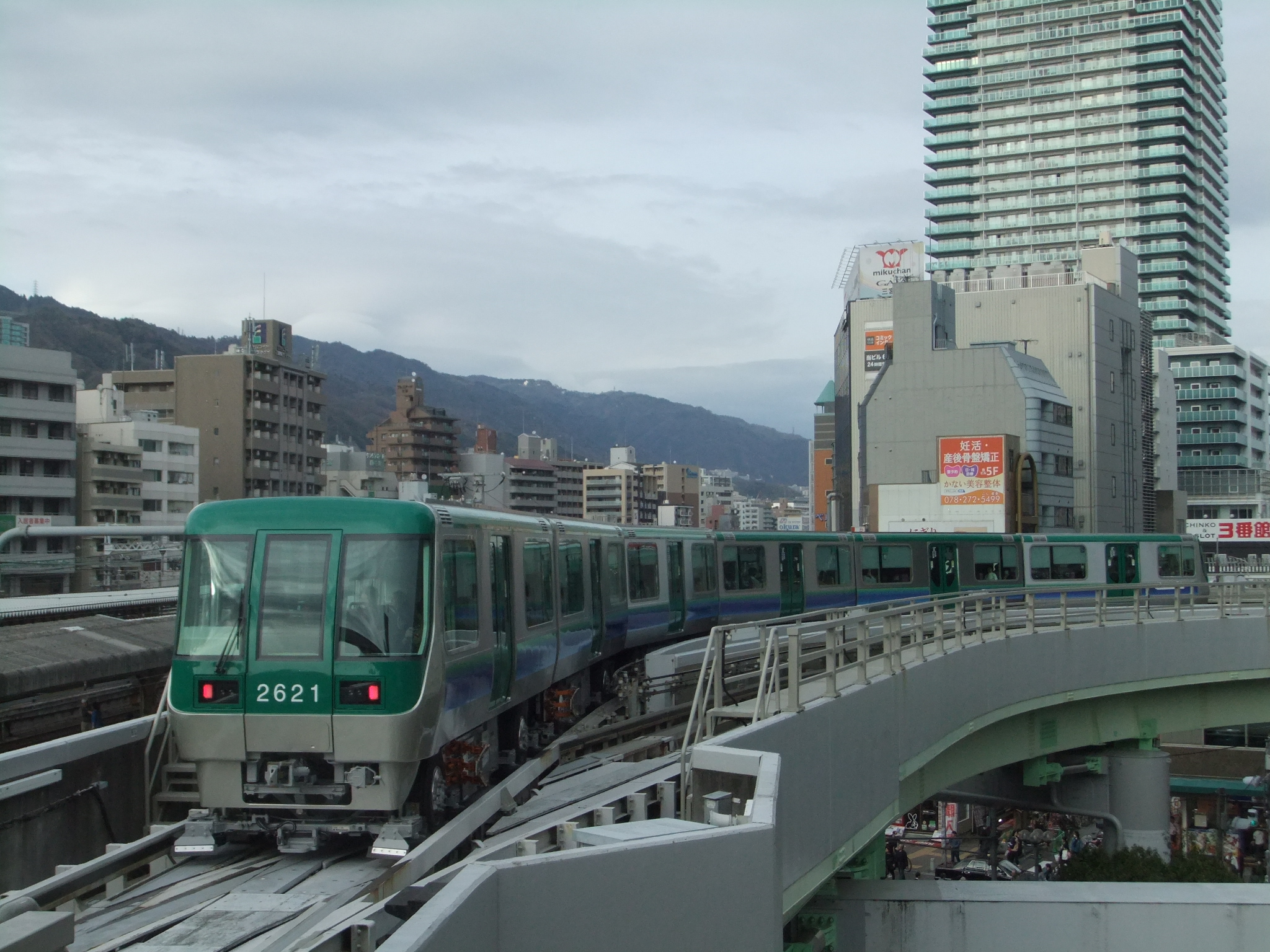
2020形
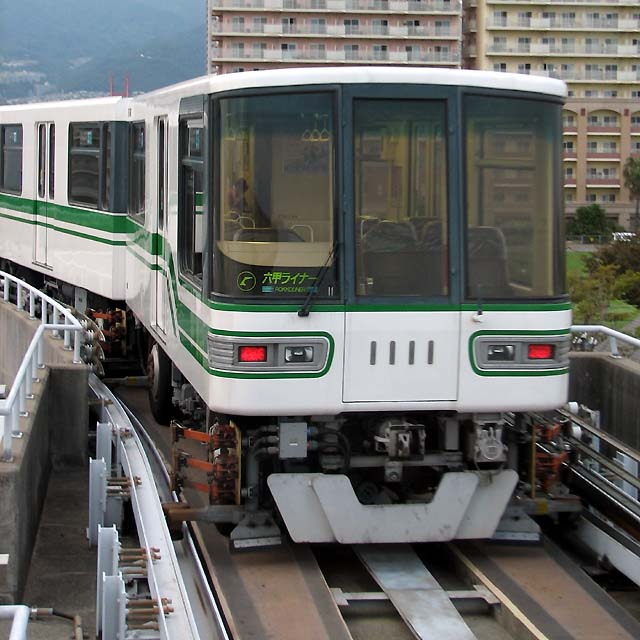
1000型
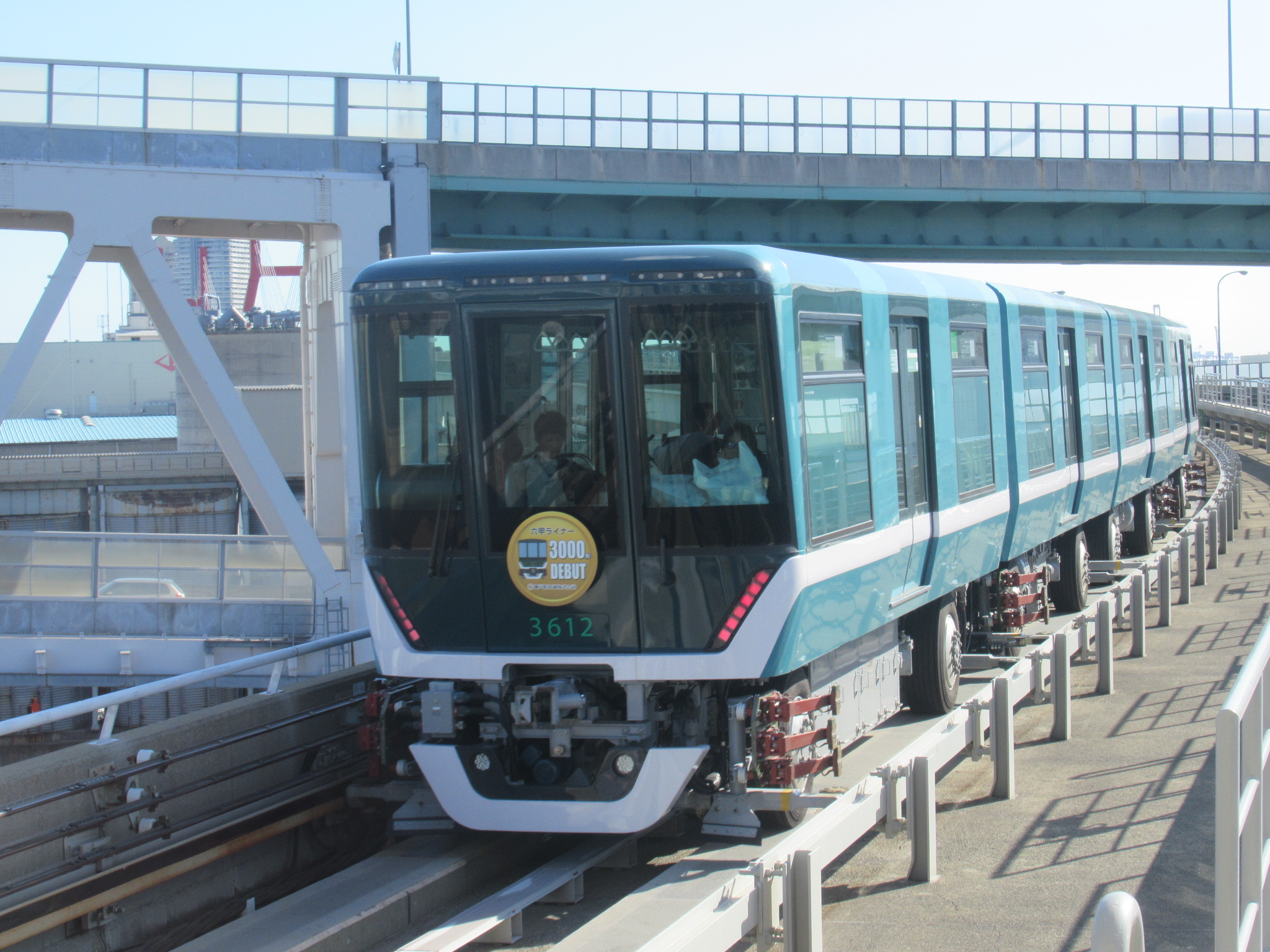
3000形

### 過去の車両
- 8000型（ポートアイランド線）

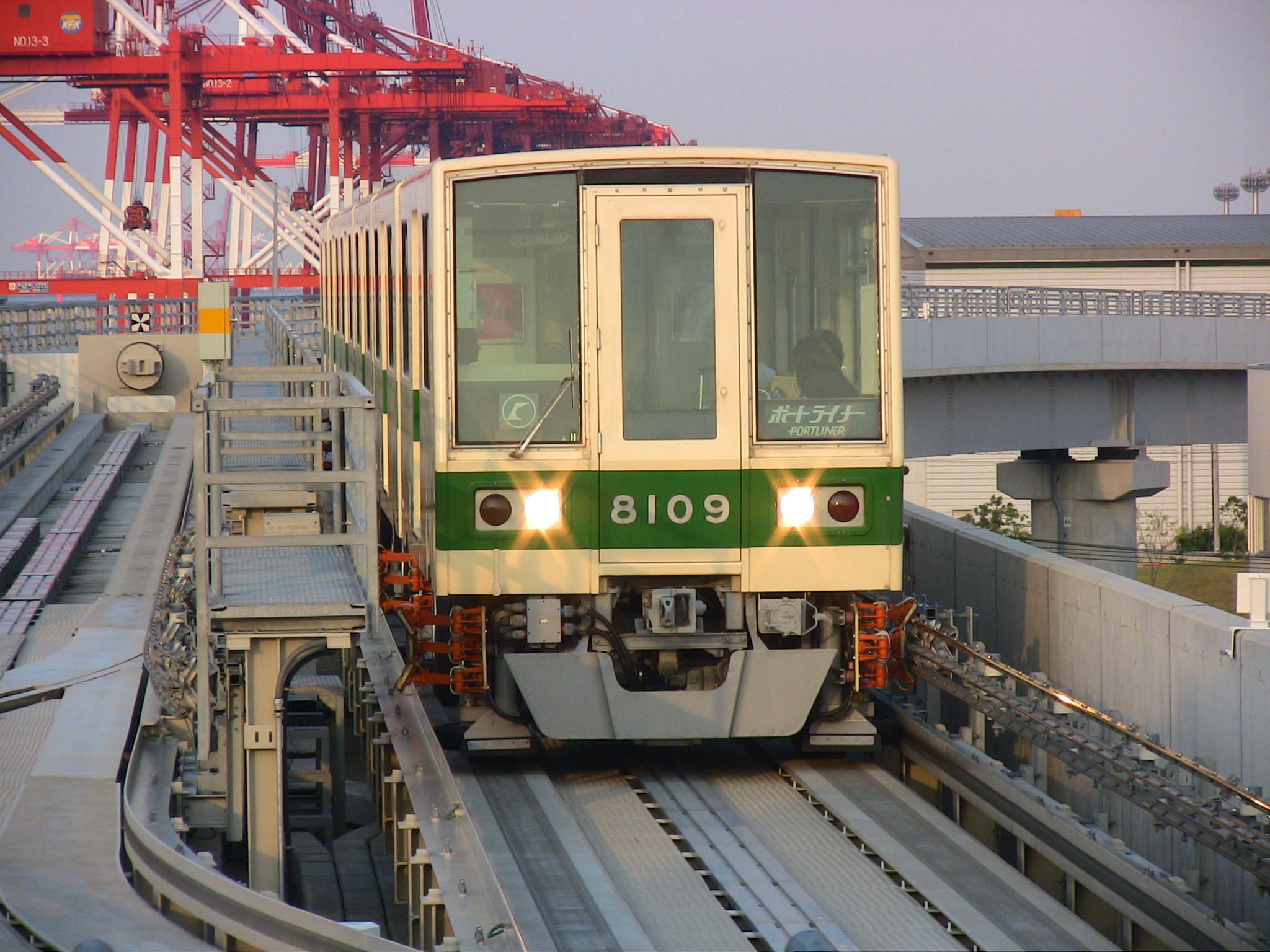
8000型

## 運賃
大人普通旅客運賃（小児は半額・10円未満切り上げ）。2019年10月1日改定。ポートアイランド線・六甲アイランド線両線共通。
| 区数             | 運賃（円） |
| ---------------- | ---------- |
| 1区（初乗り2km） | 210        |
| 2区（3 – 5 km）  | 250        |
| 3区（6 – 8 km）  | 290        |
| 4区（9 km）      | 340        |

ポートアイランド線の南公園駅・中埠頭駅・北埠頭駅は運賃計算上、みなとじま駅と同一とみなされているほか、みなとじま駅を経由する定期券に関しても、南公園駅・中埠頭駅・北埠頭駅でも乗降可能である。中公園駅、市民広場駅発着の運賃についても、みなとじま駅発着とみなして計算した場合の運賃と比較して安い方となっている。
三宮駅から環状線を経由して三宮駅に戻ってくる場合の普通運賃は250円となる。
2006年2月1日まではポートアイランド・六甲アイランド両線とも普通運賃は240円均一となっていた。ポートアイランド線が神戸空港まで延伸された翌2日から両線とも距離制に改定されたが、その際は既存区間が値上げにならないように配慮された。この結果近距離では値下げとなった。
交通系ICカードは、全国相互利用対応カード（PiTaPa・ICOCA・Kitaca・Suica・PASMO・manaca・TOICA・nimoca・はやかけん・SUGOCA）が利用できる。神戸新交通でもICOCAを販売しているが、それは大人用のみの上に一部の駅の券売機での販売に留まっている。また自社内においてICOCA定期券は取り扱っていない。2019年3月1日に阪急電鉄、阪神電気鉄道、能勢電鉄、北大阪急行電鉄がICOCA及びICOCA定期券の販売を開始して以降は、ICOCAを取り扱う関西の鉄道事業者では唯一ICOCA定期券を販売しない鉄道事業者となった。また2020年4月1日からは、ICOCAにおいて利用した際にチャージ額の一部を還元するサービスを開始している。
2017年3月31日まで発売していたスルッとKANSAI対応カードは、神戸市交通局と同じ「スルッとKANSAIこうべカード」だった。
また、好調な利用状況から、2017年4月1日には全線の通学定期運賃を約2割値下げするなども行われている。

## 付帯事業

### テナント
- ステラ三宮ビル
- 市民病院前ビル
- ステーションパーク ヴィアーレ
- リオス

## イベント
- K・N・T ライナーウォーク
- ポートライナーフェスティバル
- 六甲ライナーフェスティバル

など

## 公式キャラクター
神戸新交通の公式キャラクターとして、「ライナーくん」が設定されている。グレーの体にポートライナーの緑の差し色。胸には信号を模したようなボタン、両耳にはアンテナをもつ、アナログ感と懐かしさが漂うロボット型のキャラクターであり、各種広報物に使用されているほか、FacebookやInstagramなどのSNSが運営され、LINEスタンプの販売もある。

## 経営状況について
累積損失の解消を目的に、2015年度に240億円から1億円への減資を行った。資本金から剰余金への振替を行ったことにより財務内容は改善。元々単年度収支では毎年黒字を計上していたが、近年ポートアイランド内の企業進出等の影響で乗車人員が大幅に上昇するなど、過去最高の乗車人員を毎年更新し続ける程であり健全な経営状態と言える。なお、減資前の2014年度決算時点の累積赤字はおよそ201億円強にのぼっており、これは2006年度決算段階で見れば、神戸市の外郭団体の中で最も大きな累積赤字額であった。

### 労使の問題
2014年度以降、労働組合の役員1人が会社の承認を得ず職場を離れて組合活動をするヤミ専従が行われていたことが判明。発覚した2018年には、役員の降格人事を行った。
2019年3月、市議会の指摘により、社内で周知されていない特別貸付制度を利用して特定の社員に2000万円超の資金が貸し付けられていたことが発覚。貸付金は返還されたが、久元喜造市長は神戸新交通の財務に疑義があるとして、神戸市監査委員に対し地方自治法に基づく監査を要求した。